# Vale (бразильская компания)
Vale S. A. ([ˈvali]), «Ва́ли С. А.» — бразильская горнодобывающая компания, одна из крупнейших в мире. Занимает ведущее место в мире по добыче железной руды и никеля, основные производственные мощности находятся в Бразилии в штатах Минас-Жерайс и Пара, также работает в Канаде, Индонезии, и Омане. Основана в 1942 году как государственная компания, приватизирована в 1997 году.

## История
Бразилия является одной из ведущих стран в мире по запасам железной руды, они оцениваются в 50 млрд тонн. Добыча руды началась ещё во время португальского владычества, но крупномасштабная разработка месторождений и производство стали началась лишь в конце XIX—начале XX века. После Второй мировой войны бразильский экспорт чёрных металлов принял мировое значение.
Itabira Iron Ore Company Ltd. («Железорудная компания Итабиры») была основана 31 марта 1911 года сэром Эрнестом Касселом. Компания приобрела «железную гору», прилегающие земли и 52 % акций недостроенной железной дороги Минас—Витория (завершена в 1936 году). «Железная гора» состоит из гематита, содержащего до 69 % чистого железа. Планировалось, что из порта Витория будет подвозиться кокс для выплавки стали, а в порт вывозиться готовая продукция. Однако бразильское правительство не спешило давать разрешение на разработку иностранной компании, добыча руды началась лишь в 1940 году, когда эти активы оказались в руках бразильской компании. Эта компания просуществовала всего два года, отгрузив около 100 тысяч тонн руды. Под давлением США и Великобритании это месторождение было экспроприировано в пользу правительства Бразилии.
Companhia Vale do Rio Doce (CVRD, «Компания Вали-ду-Риу-Доси», Компания долины Риу-Доси) была основана в 1942 году (в «эру Варгаса») на основе активов Itabira Iron Ore Company, включая «железную гору» в провинции Итабира штата Минас-Жерайс. Правительству принадлежало 80 % акций компании, постепенно доля сократилась до 53 %. В 1953 году экспорт руды составил 1,5 млн тонн, через 10 лет — 7 млн тонн. В 1969 году было налажено производство железорудных окатышей. В финансировании компании большую роль играли американские банки. В 1962 году была заключена договорённость с консорциумом японских производителей стали, позже с другими странами.
В 1960-е в Амазонии были обнаружены большие запасы железной руды, CVRD (совместно с U.S. Steel) взяла на себя их разработку, за что получила свою порцию критики от международной общественности. На развитие добывающей инфраструктуры в Амазонии правительство Бразилии к 1981 году потратило $3,62 млрд, добыча в районе Каражас (порт. Carajás) началась в 1978 году. В этом году на CVRD пришлось 18,3 % мировой торговли железной рудой. К 1990 году компания заняла 294 место в списке 500 крупнейших компаний по версии журнала Fortune, а среди добывающих компаний — пятое по обороту и первое по чистой прибыли ($2,944 млрд).
Для освоения месторождений алюминия там же в Амазонии понадобилось строительство электростанции, для финансирования этого и других проектов компания прибегла к дополнительной эмиссии акций, так доля правительства начала сокращаться. Кредиты CVRD предоставляли японские компании, Всемирный банк, ЕЭС, коммерческие банки США, в 1986 контракт на поставку ферросплавов был заключён с СССР.
В 1997 году компания была приватизирована, наибольший пакет акций (16,3 %) достался бразильской сталелитейной компании Companhia Siderúrgica Nacional. В 2000—2001 годах CVRD выкупила пакет своих акций в обмен на акции Companhia Siderúrgica Nacional, которые были у CVRD. В 2006—2009 годах CVRD продала свою долю в другой бразильской сталелитейной компании Usiminas, таким образом выйдя из сталелитейного бизнеса и сконцентрировавшись на добыче и транспортировке руды. В этой области было сделано несколько значительных приобретений, таких как компании Caemi в 2000—2006 годах, Sociomex (2000 год), Samitri (2000 год, производитель железорудных окатышей), Ferteco (2001 год, третий крупнейший производитель железной руды в Бразилии), Rio Verde Mineracao (2006 год), Minerações Brasileiras Reunidas S.A. (MBR, занимает 4-е место в мире по добыче железной руды, к 2007 году CVRD достигла почти полного контроля над компанией, однако в 2015 году 36,4 % акций было продано). В 2006 году за $19 млрд была куплена канадская кампания по добыче никеля Inco, позже переименованная в Vale Canada Limited. Эта компания ведёт деятельность не только в канадской провинции Онтарио, но и в Индонезии и на тихоокеанском острове Новая Каледония. Это приобретение вывело CVRD на второе место среди горнодобывающих компаний мира.
В 2007 году название Companhia Vale do Rio Doce было сокращено до Vale. В 2011 года Vale продала часть своей доли в компании Mineração Rio do Norte (MRN), занимающейся добычей бокситов (сырья для производства алюминия). В октябре 2015 года шли переговоры о продаже оставшихся 40 % акций, однако соглашение достигнуто не было.

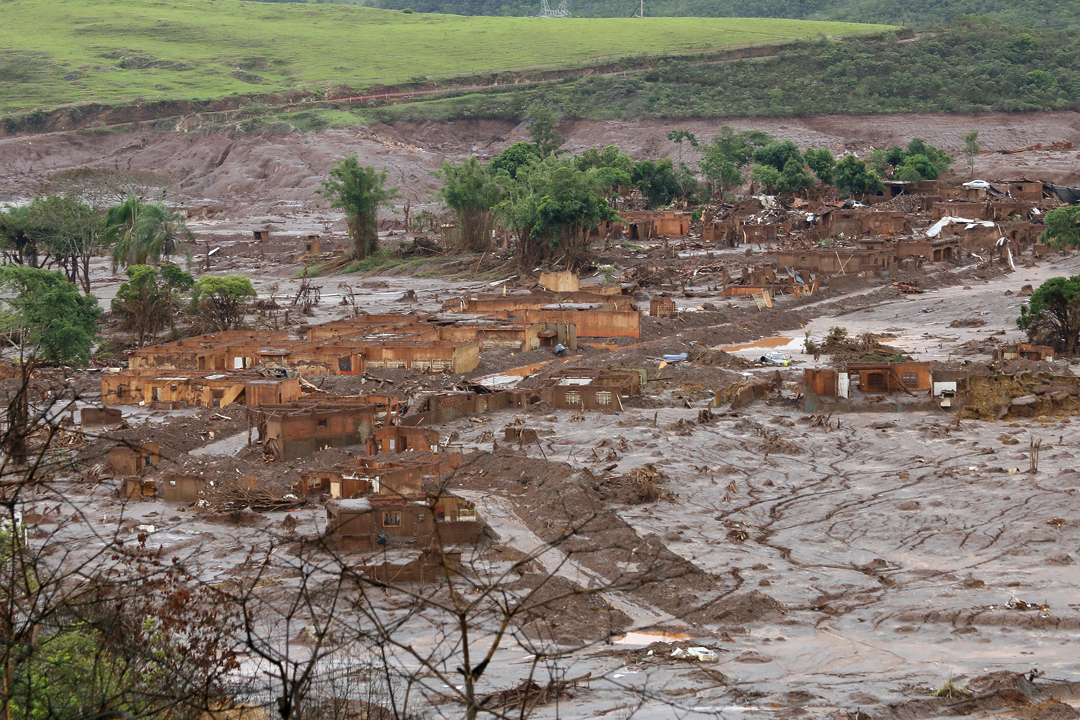
Деревня Бенту-Родригес, затопленная в результате обвала дамбы (штат Минас-Жерайс, Бразилия)

5 ноября 2015 года при обвале дамбы хвостохранилища, принадлежащего компании Samarco (совместного предприятия BHP Billiton и Vale) в муниципалитете Мариана (Бразилия), погибли 19 человек, большое количество токсичных отходов попали в реку Риу-Доси. Это стало самой большой экологической катастрофой в истории Бразилии. 2 марта 2016 года по соглашению с бразильскими властями BHP Billiton согласилась выплатить компенсацию за нанесённый ущерб; деятельность Samarco временно приостановлена. Сумма компенсации может составить от $1,55 млрд до $5,1 млрд. Три компании, BHP Billiton, Vale и их совместное предприятие Samarco Mineracao, обязались до 2030 года потратить эту сумму на ликвидацию последствий аварии. Распределением средств будет заниматься совет директоров из семи человек, по два от каждой компании и один назначаемый правительством Бразилии.
Большая часть активов по производству удобрений была продана в 2017 году американской The Mosaic Company за $2,5 млрд.
25 января 2019 года произошла аналогичная катастрофа на хвостохранилище на железнорудной шахте в городе Брумадинью бразильского штата Минас-Жерайс. При этом погибло 248 человек и ещё 22 пропало без вести. Убыток для компании составил $7,4 млрд в 2019 году и $5,25 млрд в 2020 году (штрафы, ликвидация последствий, приостановка работы шахты, заморозка активов по искам против компании).

## Деятельность
Основные подразделения компании: железная руда; цветные металлы; прочее. Добыча ведётся Бразилии, Канаде и Индонезии. Помимо рудников, компания владеет рядом объектов инфраструктуры: железными дорогами, портами, электростанциями, торговыми судами и металлургическими заводами.
Выручка компании за 2024 год составила 38,1 млрд долларов, крупнейшими рынками сбыта были Китай (51 %), Бразилия (9 %), Япония (8 %), Германия (4 %), США (3 %). Компанией было продано 260 млн т железной руды, 38,3 млн т железорудных окатышей, 155 тыс. т никеля и 327 тыс. т меди.

### Железная руда
Подразделение включает три месторождения в Бразилии: Северное (штат Пара), Юго-Восточное и Южное (штат Минас-Жерайс). Компании принадлежат две крупнейшие в мире шахты по добыче железной руды — комплекс Серра-Норте (Serra Norte Mining Complex) и Каражас-Серра-Суль (Carajas Serra Sul S11D Project). Компания владеет 10 заводами по производству железорудных окатышей в Бразилии и ещё 2 в Омане. Добыча железной руды, производство железорудных окатышей и ферросплавов в 2024 году дали $31,4 млрд или около 83 % выручки компании; основным потребителем является Китай (62 %), Азия в целом — 78 %, Европа — 5 %, Бразилия — 11 %, Ближний Восток — 3 %. Общие запасы руды оцениваются в 12,1 млрд тонн, из них доказанных — 3,73 млрд тонн.

### Цветные металлы
Производством цветных металлов занимается канадская дочерняя компания Vale Canada Limited. Добыча никеля ведётся в Канаде, а также в бразильском штате Пара и в Индонезии. Компании принадлежат или она имеет доли в обогатительных фабриках в Канаде, Великобритании и Японии. Медь добывается в Бразилии (штат Пара) и Индонезии, а также в Канаде как побочный продукт при добыче никеля. Кобальт и драгоценные металлы как побочные продукты при обогащении никеля добываются в Канаде. На цветные металлы в 2024 году пришлось 17 % выручки Vale ($6,6 млрд); 44 % продаж никеля приходятся на Северную Америку, 29 % — на Европу и 27 % — на Азию. Запасы руды никеля оцениваются в 349 млн тонн, из них доказанных — 164 млн тонн, при качестве руды 1,5 % никеля; запасы руды меди оцениваются в 1,1 млрд тонн, из них доказанных — 281 млн тонн, при качестве руды 0,72 % меди.

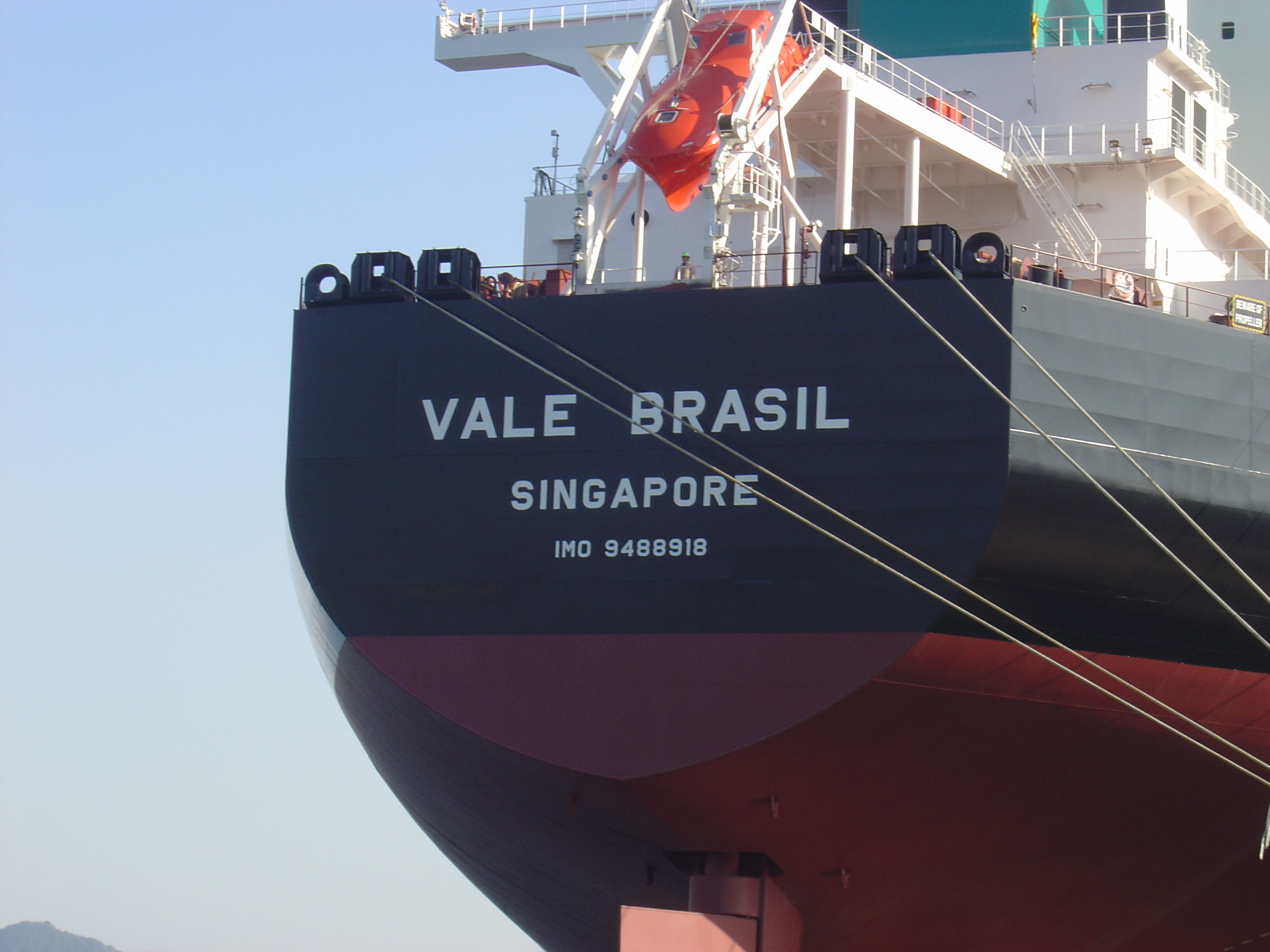
MS Ore Brasil, один из крупнейших балкеров в мире

### Прочее
Это подразделение включает объекты инфраструктуры. Vale S. A. владеет железнодорожными линиями в Бразилии, Индонезии, Аргентине, Малави, Мозамбике, Парагвае, Канаде, Малайзии, Омане. Также компании принадлежит ряд морских портов в Бразилии, Аргентине, Канаде, Омане, Индонезии, Малайзии, Новой Каледонии, в собственности Vale S. A. на 2015 год находилось 18 судов (в том числе MS Ore Brasil, MV Vale Rio de Janeiro, Vale Italia, одни из крупнейших в мире балкеров), ещё 27 были взяты в долгосрочную аренду. Значительная часть потребностей в электроэнергии обеспечивается собственными электростанциями: в Бразилии имеется три крупные и четыре малые ГЭС, также есть электростанции в Канаде и Индонезии.
|                     | 2001…  | 2006…  | 2011  | 2012  | 2013  | 2014  | 2015   | 2016  | 2017  | 2018  | 2019   | 2020  | 2021  | 2022  | 2023  | 2024  |
| ------------------- | ------ | ------ | ----- | ----- | ----- | ----- | ------ | ----- | ----- | ----- | ------ | ----- | ----- | ----- | ----- | ----- |
| Оборот              | 3,935… | 19,65… | 60,08 | 46,55 | 46,77 | 37,54 | 25,61  | 27,49 | 33,97 | 36,58 | 37,57  | 40,02 | 54,50 | 43,84 | 41,78 | 38,06 |
| Чистая прибыль      | 1,287… | 7,107… | 22,56 | 5,197 | 0,406 | 0,353 | -12,62 | 5,203 | 6,334 | 6,988 | -2,180 | 4,531 | 22,45 | 18,79 | 7,983 | 6,166 |
| Активы              | 9,508… | 60,93… | 126,9 | 130,6 | 124,6 | 116,5 | 88,49  | 99,01 | 99,18 | 88,19 | 91,71  | 92,01 | 89,44 | 86,89 | 94,19 | 80,15 |
| Собственный капитал | 4,64…  | 22,14… | 77,82 | 74,83 | 64,94 | 56,32 | 35,7   | 39,04 | 43,46 | 43,99 | 40,07  | 35,74 | 34,47 | 35,87 | 39,46 | 33,41 |

В списке крупнейших публичных компаний мира Forbes Global 2000 за 2024 год Vale заняла 181-е место.

## Собственники и руководство
После приватизации в 1997 году правительство Бразилии сохранило за собой 12 «золотых акций», дающих ему право вето в некоторых вопросах, таких как изменение названия или перемещение штаб-квартиры. Крупными держателями акций по состоянию на февраль 2025 года были:
- PREVI — Caixa de Previdência dos Funcionários do Banco do Brasil[порт.] (пенсионный фонд служащих Банка Бразилии) — 9,3 %;
- BlackRock — 6,8 %;
- Mitsui & Co. — 6,7 %.

Собрание акционеров избирает 11 членов совета директоров и 11 их заместителей. Директора избираются на 2 года с правом переизбрания; главный исполнительный директор (CEO) не может являться председателем совета директоров.
- Даниель Андре Стилер (Daniel André Stieler, род. в 1965 году) — председатель совета директоров с 2021 года.
- Густаву Дуарте Пимента (Gustavo Duarte Pimenta, род. в 1978 году) — главный исполнительный директор с 2024 года[4].

## Критика
В 2003 году компания CVRD была оштрафована властями Бразилии на $3,5 млн за разлив токсичных химикатов в результате железнодорожной аварии в штате Минас-Жерайс. В июле 2008 года Vale была оштрафована ещё на $3 млн за незаконную продажу леса, вырубленного при расчистке участка под добычу бокситов.
В 2012 году Vale получила антипремию за неуважение к окружающей среде и правам человека от организации Public Eye. Из 90 тысяч голосов на сайте организации 25 тысяч были отданы Vale за участие в строительстве ГЭС Белу Монти посреди амазонского тропического леса с разрушительными последствиями для уникальной экосистемы и местных племён. Сама компания на том же сайте отметила, что ей принадлежит лишь доля в 9 % в этом проекте, и что эти обвинения как серьёзны, так и безосновательны.